# Ben Lawson
Ben Lawson (Brisbane, Queensland, 6 de febrer de 1980) és un actor australià. Des del 2006 fins al 2008, va interpretar a Frazer Yeats a la telenovel·la australiana Neighbours . El paper li va valer una nominació al Logie Award . Des de llavors, Lawson ha aparegut en diverses sèries de televisió nord-americanes, com ara The Deep End, Covert Affairs i Don't Trust the B---- in Apartment 23 . El 2011, va protagonitzar al costat de Natalie Portman i Ashton Kutcher la pel·lícula No Strings Attached . Del 2017 al 2018, va protagonitzar Damien Rennett al drama polític d'ABC Designated Survivor . També va interpretar a l'entrenador de beisbol Rick Wlodimierzin a la segona temporada de 13 Reasons Why, i Larry Hemsworth a The Good Place. Lawson interpreta Lachlan Murdoch a la pel·lícula Bombshell del 2019, al costat del seu germà Josh Lawson, que interpretà James Murdoch. Del 2021 al 2023, protagonitzà la sèrie de Netflix Firefly Lane .

## Vida primerenca
El seu pare Peter fou metge de capçalera i la seva mare Dianne era assistent de vol i més tard secretària. És el tercer de cinc germans nois, inclòs Josh Lawson, un actor conegut per les seves aparicions a Thank God You're Here. Els seus pares es van divorciar quan Lawson tenia set anys. Ha dit que va ser "expulsat" de l'escola de teatre de la Universitat del Sud de Queensland abans de graduar-se a l'Institut Nacional d'Art Dramàtic (NIDA).

## Carrera

### Actuar
Lawson s'uní al repartiment principal de la telenovel·la australiana Neighbours com Frazer Yeats el 2006. El seu paper li valgué una nominació al nou talent masculí més popular als Logie Awards de 2007. Lawson marxà de Neighbours l'abril de 2008. Més tard, aquell mateix any, es traslladà a Los Angeles.
Lawson obtingué un petit paper a la pel·lícula No Strings Attached, protagonitzada per Natalie Portman i Ashton Kutcher. També aparegué al drama d'acció de televisió Covert Affairs. L'agost de 2012, aconseguí un paper recurrent a la comèdia de l'ABC Don't Trust the B---- a Apartment 23 com a Benjamin, un interès amorós per al personatge principal Chloe ( Krysten Ritter). El 2017, Lawson protagonitzà el drama de curta durada de la CBS Doubt al costat de Laverne Cox. A The Talk, Cox va dir que Lawson era "un actor increïble".
Lawson interpretà a Larry Hemsworth, la fictícia "vergonya horrorosa"  de la família Hemsworth a The Good Place, i ell i el seu germà Josh van interpretaren a Lachlan i James Murdoch respectivament a la pel·lícula Bombshell del 2019.
El juliol de 2017, Lawson fou l'agent de l'MI6 Damien Rennett a la segona temporada del drama polític de l'ABC, Designated Survivor. El 2018, Lawson interpretaà l'entrenador de secundària Rick a la segona temporada de la sèrie original de Netflix, 13 Reasons Why. El 2019, Lawson interpretà a Thomas 'Clay' Fox Jr. a Dolly Parton's Heartstrings, la sèrie d'antologia de Netflix sobre Dolly Parton. El 2021, Lawson protagonitzà la sèrie de Netflix Firefly Lane al costat de Katherine Heigl i Sarah Chalke.
El maig de 2024, Lawson fou nomenat per a la sèrie de comissió australiana-irlandesa Mix Tape.

### Poesia
Durant els incendis forestals australians del 2020, Lawson escrigué un poema titulat Al meu país (To My Country) i un vídeo d'ell llegint-lo es feu viral a les xarxes socials. El gener de 2021, el poema es convertí en un llibre del mateix nom amb il·lustracions de Bruce Whatley i els ingressos de les vendes anaren a l'Hospital de coales dePort Macquarie. El gener de 2021, escrigué un poema titulat El 26 de gener (The 26th of January) sobre la història del Dia d'Austràlia, fent servir el sarcasme per donar suport al moviment per canviar la data.

## Filmografia

### Cinema
| Any  | Títol                                                  | Rol             | Notes        |
| ---- | ------------------------------------------------------ | --------------- | ------------ |
| 1995 | Silent Hunter                                          | Bud             |              |
| 2011 | No Strings Attached                                    | Sam             |              |
| 2011 | In Loco Parentis                                       | Richard         | Curtmetratge |
| 2014 | The Little Death                                       | Glenn           |              |
| 2015 | Now Add Honey                                          | Joshua Redlich  |              |
| 2016 | Keep the Chocolates                                    | Home            | Curtmetratge |
| 2019 | The Way We Weren't                                     | Brandon         |              |
| 2019 | Bombshell                                              | Lachlan Murdoch |              |
| 2021 | Everything I Ever Wanted to Tell My Daughter About Men | Longfellow      |              |

### Televisió
| Year      | Title                                 | Role                       | Notes                                                                              |
| --------- | ------------------------------------- | -------------------------- | ---------------------------------------------------------------------------------- |
| 1993      | Time Trax                             | Darien als 12 anys         | 1 episodi: "A Stranger in Time"                                                    |
| 1993      | The Adventures of Skippy              | Christopher                | 1 episodi: "Skippy and the Tiger"                                                  |
| 1997      | The Wayne Manifesto                   | Mervyn                     | 1 episodi: "Wheels Within Wheels"                                                  |
| 1999      | Sabrina Down Under                    | Cambrer                    | Telefilm                                                                           |
| 1999      | Chameleon II: Death Match             | Tyler Kubica               | Telefilm                                                                           |
| 2001      | TwentyfourSeven                       | Scott                      | 1 episodi: "It's My Life"                                                          |
| 2006      | Perfect Disaster                      | Ken                        | 1 episodi: "Fire Storm"                                                            |
| 2006–2008 | Neighbours                            | Frazer Yeats               | 277 episodis Nominat—Premi Logie pel nou talent masculí més popular                |
| 2009      | Ghostly Encounters                    | Theatre Ghost              | 1 episodi: "Buildings with History"                                                |
| 2010      | The Deep End                          | Liam Priory                | Paper principal; 2 episodis                                                        |
| 2010      | Freshmen                              | Vince                      | Telefilm                                                                           |
| 2011      | Covert Affairs                        | Dr. Scott Weiss            | 3 episodis: "Bang and Blame", "Welcome to the Occupation" i "World Leader Pretend" |
| 2012      | The League                            | Dr. Levenson               | 1 episodi: "The Hoodie"                                                            |
| 2012–2013 | Don't Trust the B---- in Apartment 23 | Benjamin Lovett            | 3 episodis: "Love and Monsters" (2012), "Teddy Trouble" i "Ocupado..." (2013)      |
| 2013      | Bones                                 | Martin Zand                | 1 episodi: "The Fury in the Jury"                                                  |
| 2013      | The Exes                              | Derek                      | 1 episodi: "How the Grinch Spent Xmas"                                             |
| 2014      | Rake                                  | Craig                      | 3 episodis: #3.4, #3.5 i #3.6                                                      |
| 2014      | Secrets & Lies                        | Paul Murnane               | 3 episodis: #1.2, #1.3 i #1.6                                                      |
| 2014      | Love Child                            | Colin Ryan                 | 3 episodis: #1.6, #1.7 i #1.8                                                      |
| 2014      | 2 Broke Girls                         | Tim                        | 1 episodi: "And the Wedding Cake Cake Cake"                                        |
| 2014      | Jennifer Falls                        | David                      | 1 episodi: "Triangle"                                                              |
| 2014      | Friends with Better Lives             | Doug                       | 1 episodi: "No More Mr. Nice Guy"                                                  |
| 2014      | Modern Family                         | George                     | 1 episodi: "Won't You Be Our Neighbor"                                             |
| 2014      | Mulaney                               | Greg                       | 1 episodi: "In the Name of the Mother, and the Son, and the Holy Andre"            |
| 2014      | Damaged Goods                         | Michael                    | Telefilm                                                                           |
| 2016      | iZombie                               | Andy LeGare                | 1 episodi: "Fifty Shades of Grey Matter"                                           |
| 2016      | Angel from Hell                       | Darren Jensen              | 1 episodi: "Soulmates"                                                             |
| 2016      | Billions                              | Mikey                      | 1 episodi: "Where the F*ck Is Donnie?"                                             |
| 2017      | Grimm                                 | William Stillman           | 1 episodi: "The Seven Year Itch"                                                   |
| 2017      | Doubt                                 | DA Peter Garrett           | 9 episodis                                                                         |
| 2017–2018 | Designated Survivor                   | Damian Rennett             | Paper principal (temporada 2); 19 episodis                                         |
| 2018      | 13 Reasons Why                        | Entrenador Rick Wlodimierz | 7 episodis                                                                         |
| 2018      | The Good Place                        | Larry Hemsworth            | 3 episodis: "The Brainy Bunch", "The Snowplow" i "Jeremy Bearimy"                  |
| 2018      | False Profits                         | Jake Amato                 | Telefilm                                                                           |
| 2019      | Dollface                              | Oliver                     | 1 episodi: "F*** Buddy"                                                            |
| 2019      | Heartstrings                          | Clay Fox Jr.               | 1 episodi: "If I Had Wings"                                                        |
| 2021      | The Moth Effect                       | Host                       | Mini Sèrie; 2 episodis                                                             |
| 2021      | The Waltons' Homecoming               | John Walton Sr.            | Telefilm                                                                           |
| 2021–2023 | Firefly Lane                          | Johnny                     | Paper principal; 26 episodis                                                       |
| TBA       | Mix Tape                              | Michael                    | Post-producció                                                                     |